# Csodamalom Bábszínház
A Csodamalom Bábszínház Miskolcon, a Kossuth Lajos utca 11. alatt, a hajdani ipartestületi székházban működik. A bábszínház elődje 1986-ban alakult amatőr együttesként, Miskolci Bábszínház néven. Az alapító Korzsényi Tibor bábszínész volt. A Csodamalom név az együttes korábbi játszási helyének, a Fábián-malomnak a neve alapján alakult ki, és – noha ma már nem ott játszanak – a név megmaradt. A házat 2017-ben közel 180 millió forintból felújították, korszerűsítették.
Az évek során az együtteshez újabb és újabb tagok csatlakoztak, így lehetőség nyílt a repertoár bővítésére is. A társulat 1992-től hivatásos színházként működik. A nagyszámú, több mint ötven repertoárdarabon felül évente két-három bemutatót is tartanak, melyek általában klasszikus mesék és magyar írók művei alapján készülnek. Felnőtteknek is állítanak színre előadásokat, klasszikus zeneművekre épülő bábpantomimokat is bemutattak, például Muszorgszkij, Ravel és Orff darabjaira. A zene kapcsolja őket majdnem minden évben a Bartók+ Nemzetközi Operafesztiválhoz.
A miskolci előadásokon kívül rendszeresen játszanak Magyarország más tájain is, sőt többször bemutatták művészetüket külföldön is. A bábelőadásokon kívül rendszeresen szerveznek gyermekeknek más jellegű programokat, például kézműves foglalkozásokat, de a sérült gyermekek rehabilitációs programjában is részt vesznek.